# Neesiochloa barbata
Neesiochloa barbata är en gräsart som först beskrevs av Christian Gottfried Daniel Nees von Esenbeck, och fick sitt nu gällande namn av Pilg.. Neesiochloa barbata ingår i släktet Neesiochloa och familjen gräs. Inga underarter finns listade i Catalogue of Life.